# Ајн Дефла (покрајина)
Ајн Дефла (арап. ولاية عين الدفلى), једна је од 48 покрајина у Народној Демократској Републици Алжир. Покрајина се налази у северном делу земље у планинском појасу венца Атласа.
Покрајина Ајн Дефла покрива укупну површину од 4.897 km² и има 771.890 становника (подаци из 2008. године). Највећи град и административни центар покрајине је град Ајн Делфа.